# Капелли, Иван
Ива́н Капе́лли (итал. Ivan Capelli, род. 24 мая 1963 года, Милан) — итальянский автогонщик, участник чемпионата мира по автогонкам в классе Формула-1, где выступал на протяжении девяти сезонов. Чемпион Европы Формулы-3 1984 года. Победитель международного чемпионата Формулы-3000 1986 года.

## Биография
В 1982 году дебютировал в итальянской Формуле-3, на следующий год выиграл девять гонок в итальянской Формуле-3 и стал чемпионом. В 1984 году выиграл европейский чемпионат Формулы-3 и через год дебютировал в Формуле-3000. В 1986 году стал победителем международного чемпионата Формулы-3000. Параллельно с выступлениями в Формуле-3000 в 1985-86 годах провёл три гонки в чемпионате мира Формулы-1, ни в одной не добрался до финиша. В 1987 году подписал контракт основного пилота с командой Формулы-1 «Марч», в первом своём полном сезоне в чемпионате набрал только одно очко.
Ситуация изменилась, когда к сезону 1988 года новый конструктор «Марча» Эдриан Ньюи подготовил модель автомобиля 881 с улучшенной аэродинамикой, которая позволила команде бороться за высокие места на финише. На этой машине Капелли дважды приезжал на подиум в сезоне 1988 года, а по итогам сезона занял седьмое место. Однако попытка дальнейшей модернизации автомобиля оказалась провальной: в 1989 году на автомобиле «Марч CG-891» Капелли финишировал лишь два раза в 16 гонках, не попав в зачётную зону. В 1990 году он едва не выиграл Гран-при Франции: за три круга до финиша его обошёл Ален Прост. В 1992 году Капелли пригласили в команду Феррари, но его выступление оказалось ужасным, он набирал всего 3 очка за весь сезон, не поднялся выше пятого места на финише и за две гонки до конца чемпионата был заменён на Николу Ларини. В 1993 году перешёл в команду Джордан, но также был уволен уже после двух безуспешных стартовых гонок чемпионата. После ухода из Формулы-1 выступал в различных гонках кузовных и спортивных автомобилей.

## Результаты выступлений в Формуле-1
| Легенда к таблице |                                                                    |
| --- | ------------------------------------------------------------------ |
| В таблице перечислены результаты всех Гран-при Формулы-1, в которых принимал участие гонщик. Строками таблицы являются сезоны, столбцами — этапы чемпионата мира. В каждой клетке указаны сокращённое название этапа и результат, дополнительно обозначенный цветом. Расшифровка обозначений и цветов представлена в нижеследующей таблице. |                                                                    |
| \| Пример \| Описание \| \| ------------ \| ------------------------------------------------------------------ \| \| 1 \| Победитель \| \| 2 \| Второе место \| \| 3 \| Третье место \| \| 5 \| Финишировал, заработав очки \| \| Сход \| Не финишировал, но при этом заработал очки \| \| 12 \| Финишировал, не получив очков \| \| НКЛ \| Финишировал, но не попал в финальную классификацию \| \| 15 \| Участвовал вне зачёта, либо по отдельной классификации \| \| 18 \| Не финишировал, но попал в финальную классификацию \| \| Сход \| Не финишировал \| \| НКВ \| Не прошёл квалификацию \| \| НПКВ \| Не прошёл предквалификацию \| \| ДСК \| Дисквалифицирован \| \| ИСК \| Исключён из протокола соревнований \| \| ТТ \| Заявлен для участия только в тренировках \| \| НС \| Участвовал в квалификации, но не стартовал в гонке \| \| Т \| Травмирован или болен \| \| ОТК \| Отказ от участия \| \| НТР \| Прибыл на соревнования, но на трассу не выезжал \| \| НПР \| Был заявлен в числе участников, но не прибыл к началу соревнований \| \| О \| Соревнования отменены \| \| \| Не участвовал \| \| Поул-позиция \| \| \| Быстрый круг \| \| |                                                                    |
| Пример | Описание                                                           |
| 1 | Победитель                                                         |
| 2 | Второе место                                                       |
| 3 | Третье место                                                       |
| 5 | Финишировал, заработав очки                                        |
| Сход | Не финишировал, но при этом заработал очки                         |
| 12 | Финишировал, не получив очков                                      |
| НКЛ | Финишировал, но не попал в финальную классификацию                 |
| 15 | Участвовал вне зачёта, либо по отдельной классификации             |
| 18 | Не финишировал, но попал в финальную классификацию                 |
| Сход | Не финишировал                                                     |
| НКВ | Не прошёл квалификацию                                             |
| НПКВ | Не прошёл предквалификацию                                         |
| ДСК | Дисквалифицирован                                                  |
| ИСК | Исключён из протокола соревнований                                 |
| ТТ | Заявлен для участия только в тренировках                           |
| НС | Участвовал в квалификации, но не стартовал в гонке                 |
| Т | Травмирован или болен                                              |
| ОТК | Отказ от участия                                                   |
| НТР | Прибыл на соревнования, но на трассу не выезжал                    |
| НПР | Был заявлен в числе участников, но не прибыл к началу соревнований |
| О | Соревнования отменены                                              |
| | Не участвовал                                                      |
| Поул-позиция |                                                                    |
| Быстрый круг |                                                                    |

| Сезон | Команда      | Шасси              | Двигатель      | Ш | 1        | 2        | 3        | 4        | 5        | 6        | 7        | 8        | 9        | 10       | 11       | 12       | 13       | 14       | 15       | 16       | Место | Очки |
| ----- | ------------ | ------------------ | -------------- | - | -------- | -------- | -------- | -------- | -------- | -------- | -------- | -------- | -------- | -------- | -------- | -------- | -------- | -------- | -------- | -------- | ----- | ---- |
| 1985  | Tyrrell      | Tyrrell 014        | Renault        | G | БРА      | ПОР      | САН      | МОН      | КАН      | ДЕТ      | ФРА      | ВЕЛ      | ГЕР      | АВТ      | НИД      | ИТА      | БЕЛ      | ЕВР Сход | ЮАР      | АВС 4    | 17    | 3    |
| 1986  | AGS          | AGS JH21C          | Motori Moderni | P | БРА      | ИСП      | САН      | МОН      | БЕЛ      | КАН      | ДЕТ      | ФРА      | ВЕЛ      | ГЕР      | ВЕН      | АВТ      | ИТА Сход | ПОР Сход | МЕК      | АВС      | -     | 0    |
| 1987  | March        | March 871          | Cosworth       | G | БРА      | САН Сход | БЕЛ Сход | МОН 6    | ДЕТ Сход | ФРА Сход | ВЕЛ Сход | ГЕР Сход | ВЕН 10   | АВТ 11   | ИТА 13   | ПОР 9    | ИСП 12   | МЕК Сход | ЯПО Сход | АВС Сход | 19    | 1    |
| 1988  | March        | March 881          | Judd           | G | БРА Сход | САН Сход | МОН 10   | МЕК 16   | КАН 5    | ДЕТ      | ФРА 9    | ВЕЛ Сход | ГЕР 5    | ВЕН Сход | БЕЛ 3    | ИТА 5    | ПОР 2    | ИСП Сход | ЯПО Сход | АВС 6    | 7     | 17   |
| 1989  | March        | March 881          | Judd           | G | БРА Сход | САН Сход |          |          |          |          |          |          |          |          |          |          |          |          |          |          | 30    | 0    |
| 1989  | March        | March CG-891       | Judd           | G |          |          | МОН 11   | МЕК Сход | США Сход | КАН Сход | ФРА Сход | ВЕЛ Сход | ГЕР Сход | ВЕН Сход | БЕЛ 12   | ИТА Сход | ПОР Сход | ИСП Сход | ЯПО Сход | АВС Сход | 30    | 0    |
| 1990  | Leyton House | Leyton House CG901 | Judd           | G | США Сход | БРА НКВ  | САН Сход | МОН Сход | КАН 10   | МЕК НКВ  | ФРА 2    | ВЕЛ Сход | ГЕР 7    | ВЕН Сход | БЕЛ 7    | ИТА Сход | ПОР Сход | ИСП Сход | ЯПО Сход | АВС Сход | 10    | 6    |
| 1991  | Leyton House | Leyton House CG911 | Ilmor          | G | США Сход | БРА Сход | САН Сход | МОН Сход | КАН Сход | МЕК Сход | ФРА Сход | ВЕЛ Сход | ГЕР Сход | ВЕН 6    | БЕЛ Сход | ИТА 8    | ПОР 17   | ИСП Сход | ЯПО      | АВС      | 18    | 1    |
| 1992  | Ferrari      | Ferrari F92A       | Ferrari        | G | ЮАР Сход | МЕК Сход | БРА 5    | ИСП 10   | САН Сход | МОН Сход | КАН Сход | ФРА Сход | ВЕЛ 9    | ГЕР Сход | ВЕН 6    | БЕЛ Сход | ИТА Сход | ПОР Сход | ЯПО      | АВС      | 13    | 3    |
| 1993  | Jordan       | Jordan 193         | Hart           | G | ЮАР Сход | БРА НКВ  | ЕВР      | САН      | ИСП      | МОН      | КАН      | ФРА      | ВЕЛ      | ГЕР      | ВЕН      | БЕЛ      | ИТА      | ПОР      | ЯПО      | АВС      | -     | 0    |